# Městská komunita Mukačevo
Městská komunita Mukačevo je územní společenství (hromada), ukrajinsky Мукачівська міська громада, na Ukrajině, v mukačevském okrese Zakarpatské oblasti. Správním centrem je město Mukačevo. Kromě města Mukačevo jsou v této komunitě, která v roce 2025 měla 111590 оbyvatel, tato sídla:
| Transkripce do latinky | Ukrajinský název | Česky/slovensky              | Maďarsky                   |
| Barbovo                | Барбово          | Barbovo                      | Bárdháza                   |
| Dercen                 | Дерцен           | Dercen, Drysina, Derceň      | Derczen                    |
| Dorobratovo            | Доробратово      | Drahobratovo, Dorobratová    | Drágabártfalva             |
| Fornoš                 | Форнош           | Fornoš                       | Fornos                     |
| Horbok                 | Горбок           | Sarkaď                       | Kissarkad                  |
| Ključarky              | Ключарки         | Kľučárky, Ključárka          | Várkulcsa                  |
| Lavky                  | Лавки            | Lávky, Lauka                 | Lóka, Lauka                |
| Makarjovo              | Макарьово        | Makariovo, Makarjevo         | Makarja                    |
| Nehrovo                | Негрово          | Negrovo, Nehrovo             | Maszárfalva                |
| Nyžnij Koropec         | Нижній Коропець  | Nižný Koropec, Nižný Koropic | Alsókerepec, Pusztakerepec |
| Nove Davydkovo         | Нове Давидково   | Nové Davidkovo               | Újdávidháza                |
| Pavšino                | Павшино          | Paušín, Pavšin               | Pósaháza                   |
| Pistrjalovo            | Пістрялово       | Pistrjalovo                  | Pisztraháza                |
| Romočevycja            | Ромочевиця       | Romočevice, Romočevica       | Romocsafalva               |
| Šenborn                | Шенборн          | Nové Selo                    | Alsókerepec, Alsóschönborn |
| Zaluž                  | Залужжя          | Záluž, Zaluža                | Beregkisalmás              |
| Zavydovo               | Завидово         |                              | Dávidfalva                 |